# Gornje Komarevo
Gornje Komarevo falu Horvátországban, Sziszek-Monoszló megyében. Közigazgatásilag Sziszekhez tartozik.

## Fekvése
Sziszek belvárosától légvonalban 9, közúton 12 km-re délre, a Sziszeket Hrvatska Dubicával összekötő 224-es számú út mentén fekszik.

## Története
Komarevo neve 1435-ben bukkanfel először „possessio Komarnyche” alakban. 1773-ban az első katonai felmérés térképén „Dorf Ober-Komarovecz” néven találjuk, tehát ekkor már a régi Komarevo két részre válik, alsó és felső részre. 1857-ben 328, 1910-ben 624 lakosa volt. A 20. század első éveiben a kilátástalan gazdasági helyzet miatt sokan vándoroltak ki a tengerentúlra. 1918-ban az új szerb-horvát-szlovén állam, majd később Jugoszlávia része lett. A második világháború idején a Független Horvát Állam része volt. A háború után a béke időszaka köszöntött a településre. Enyhült a szegénység és sok ember talált munkát a közeli városban. A falu 1991. június 25-én a független Horvátország része lett. 1991 júliusától októberéig többször támadták tüzérséggel a közeli szerb falvakban állomásozó szerb erők. Temploma és lakóházai súlyos károkat szenvedtek, lakói közül többen megsebesültek, de a falu horvát védői sikeresen verték vissza a támadásokat. 2011-ben 506 lakosa volt.

## Népesség
| Lakosság változása | Lakosság változása | Lakosság változása | Lakosság változása | Lakosság változása | Lakosság változása | Lakosság változása | Lakosság változása | Lakosság változása | Lakosság változása | Lakosság változása | Lakosság változása | Lakosság változása | Lakosság változása | Lakosság változása | Lakosság változása |
| ------------------ | ------------------ | ------------------ | ------------------ | ------------------ | ------------------ | ------------------ | ------------------ | ------------------ | ------------------ | ------------------ | ------------------ | ------------------ | ------------------ | ------------------ | ------------------ |
| 1857               | 1869               | 1880               | 1890               | 1900               | 1910               | 1921               | 1931               | 1948               | 1953               | 1961               | 1971               | 1981               | 1991               | 2001               | 2011               |
| 328                | 378                | 423                | 524                | 629                | 624                | 626                | 702                | 679                | 480                | 543                | 609                | 563                | 549                | 471                | 506                |

## Nevezetességei
- Alexandriai Szent Katalin tiszteletére szentelt római katolikus plébániatemploma[5] 1846-ban épült Đuro Cetola petrinyai építész tervei szerint klasszicista stílusban. Egyhajós épület, téglalap alaprajzzal. A hajó és a kórus terét kupolaboltozat fedi. A boltmezőket sima széles boltövek határolják, amelyeket erős, profilozott fővel ellátott pilaszterek hordoznak. A templomot a hajó félköríves ablakai és a szentély egyik félköríves ablaka világítja meg. A külső fal sík felületű. A homlokzat tengelyében található a portál, a kórusablak, a körablak és a harangtorony. 1991-ben a július 29-én és október 3-án, a szerb felkelők és a JNA csapatai által végrehajtott sorozatos tüzérségi támadások következtében tornya, tetőzete és mennyezete súlyosan megrongálódott, de helyreállították.
- A honvédő háború hőseinek emlékműve és emlékszobája.